# جوهان أوبيانغ
جوهان أوبيانغ (بالفرنسية: Johann Obiang)‏ (مواليد 5 يوليو 1993) هو لاعب كرة قدم غابوني فرنسي الميلاد يلعب حاليًا لصالح نادي شاتورو في الدوري الفرنسي الدرجة الثانية.

## المسيرة الدولية
تم استدعاؤه لأول مرة للمنتخب الغابوني في فبراير 2014.

## روابط خارجية
- جوهان أوبيانغ على موقع رابطة كرة القدم الفرنسية للمحترفين (الإنجليزية)
- جوهان أوبيانغ على موقع قاعدة بيانات كرة القدم.إي يو (الإنجليزية)
- جوهان أوبيانغ على موقع ليكيب (الفرنسية)
- جوهان أوبيانغ على موقع ناشيونال فوتبول تيمز (الإنجليزية)
- جوهان أوبيانغ على موقع Soccerway.com (الإنجليزية)

صفحة اللاعب على موقع الدوري الفرنسي (بالفرنسية)